# 安氏骨圓盤魚
安氏骨圓盤魚，為輻鰭魚綱鮋形目杜父魚亞目獅子魚科的其中一種，分布於西北太平洋的鄂霍次克海海域，棲息深度766-1950公尺，體長可達17.5公分，為深海底棲性魚類，屬肉食性，生活習性不明。

## 擴展閱讀
維基物種上的相關：安氏骨圓盤魚